# Nyctemera gerra
Nyctemera gerra là một loài bướm đêm thuộc phân họ Arctiinae, họ Erebidae.